# Kōkyū no Karasu
Kōkyū no Karasu (jap. 後宮の烏) ist eine japanische Light-Novel-Reihe von Kōko Shirakawa mit Illustrationen von Ayuko, die von 2018 bis 2022 erschienen ist. Die Fantasy-Geschichte um eine magisch begabte Konkubine an einem fiktiven mittelalterlichen chinesischen Kaiserhof wurde 2022 als Anime-Fernsehserie umgesetzt. Diese wurde international unter dem Titel Raven of the Inner Palace veröffentlicht.

## Inhalt
Im Inneren Palast lebt die Rabenkonkubine einsam im Ye-Ming-Palast. Sie hat keinen Kontakt zum Kaiser und hat keine Diener. Doch das als unheimliche Person gemiedene junge Mädchen von nur 16 Jahren soll Magie beherrschen und Geister beschwören kann. Sie trage die Kraft der Göttin Niao Lian in sich. Daher sucht sie der gerade erst auf den Thron gekommene Kaiser Xia Gaojun auf. Er hat seine Großmutter gestürzt, die ihn eigentlich aus dem Palast vertreiben wollte. Nun sucht er nach Beweisen, um sie für den Tod seiner Mutter verurteilen zu können. Die Rabenkonkubine soll sie durch ihre Künste beschaffen und willigt schließlich ein, dem überraschend sanftmütigen und großzügigen Herrscher zu helfen. Durch sie kann er die Kaiserinmutter anklagen und hinrichten lassen und so seine Herrschaft festigen.
Doch bei seinen Besuchen bemerkt Xia Gaojun zufällig, dass Liu Shouxue, wie der Name der Rabenkonkubine wirklich ist, ihr Haar färbt. In Wirklichkeit hat sie weißes Haar, was sie als Nachfahrin der letzten Dynastie ausweist. Alle Vertreter der Dynastie wurden vom Großvater des Kaisers verfolgt und hingerichtet, nur Shouxue konnte entkommen, weil sie von der damaligen Rabenkonkubine aufgenommen wurde. Xia Gaojun verspricht ihr, sie zu beschützen und will sie, entgegen der bisherigen Gepflogenheiten, näher kennenlernen. Er findet Gefallen an ihr und ist neugierig, was es mit der Rabenkonkubine auf sich hat. Er besucht sie häufiger, auch wenn ihr das nicht gefällt, und macht ihr Geschenke. Auch Shouxue verändert sich. Ihr wird der Eunuch Wen Ying als Leibwächter gegeben und des Kaisers Agent Dan Hai hat oft ein Auge auf sie. Sie nimmt Kontakt zu anderen auf und erhält nun mehrfach Bitten um Hilfe mit ihren Fähigkeiten. Im Palast gehen viele Geister umher. Menschen sind durch Intrigen oder tragische Schicksale umgekommen und finden keinen Frieden. Die Rabenkonkubine kann die Geister beschwören und ihnen zur Ruhe verhelfen. Oft klärt sie dabei die Todesfälle auf oder verhilft den Hinterbliebenen bei ihrer Trauer.
Durch ihre neuen Kontakte treten auch weitere Menschen in ihre Dienste: So wird die lebhafte Jiujiu ihre Zofe, nachdem sie Shouxue bei ihren Ermittlungen geholfen hat, und andere Hofdamen und Eunuchen werden bei ihr angestellt, die in die Aufträge verwickelt waren oder sogar deswegen verstoßen wurden. Mit der Blütenkonkubine Un Kajō entwickelt sich eine Freundschaft, nachdem Shouxue ihr helfen konnte. Nach einiger Zeit finden der Kaiser und seine Konkubine mehr über ihr beider Schicksal heraus: Als das Reich vor langer Zeit gegründet wurde, basierte dessen Macht auf zwei Königen: Einem des Sommers und einem des Winters. Doch der Winterkönig in Gestalt einer Frau wurde von der Macht ferngehalten, sodass der Sommerkönig als Mann regieren konnte. Als diese Konstellation zerbrach, kam es zu einem langen Bürgerkrieg. Dieser wurde erst durch den Gründer der vorherigen Dynastie beendet, der Sommer- und Winterkönig wieder vereinte. Der Winterkönig wurde in Gestalt der Rabenkonkubine in den Inneren Palast eingesperrt und so der Frieden im Reich wiederhergestellt. Mit dieser Erkenntnis wird Gaojuns Versprechen an Shouxues noch verstärkt: Er kann sie zwar nicht befreien, aber will sie gleichberechtigt behandeln und ihr ein Freund sein. Den Palast kann sie ohnehin nicht verlassen. Denn sie ist von der Göttin Niao Lian nicht nur befähigt, sondern dient als Gefäß, um sie zu versiegeln, wie alle Rabenkonkubinen vor ihr. Die in Shouxue versiegelte Göttin versucht immer wieder, hervorzubrechen, und zehrt an ihren Kräften. Daher sind ihr als Rabenkonkubine auch Kontakte zu anderen Menschen und besonders die Liebe untersagt. Ihre neuen Bekanntschaften und besonders der Kaiser sind ihr jedoch zu einer wichtigen Stütze geworden. Einige Zeit darauf wird sie von einem Attentäter heimgesucht, der sie als Gefäß und die Göttin töten will. Er ist vom Bruder der Göttin entsandt worden, der sich an ihrer Rivalin rächen, aber sie ebenso von ihrem Leid erlösen will. Laut ihm wird Niao Lian in Shouxue gequält und vergiftet, damit sie ihre Macht nicht entfalten kann. Der Angreifer wird vom Kaiser, den Eunuchen und schließlich durch Shouxues Magie besiegt.

## Veröffentlichungen
Die Light Novel erschien beim Verlag Shūeisha. Der erste Band kam am 20. April 2018 heraus, der siebte und letzte am 21. April 2022. Bei Seven Seas Entertainment wurde eine englische Übersetzung herausgegeben.
Auf Grundlage der Light Novel wurde bei Bandai Namco Pictures eine Adaption als Anime-Fernsehserie produziert. Hauptautorin war Satomi Ōshima und Regie führte Chizuru Miyawaki. Für das Charakterdesign war Shinji Takeuchi verantwortlich und künstlerischer Leiter war Norifumi Nakamura. Die Tonarbeiten leitete Jin Aketagawa und für die Kameraführung war Naotaka Watanabe zuständig. Die Produzenten waren Megumi Inoue, Sōichirō Saitō und Takashi Maekawa.
Der Anime wurde erstmals im Dezember 2021 angekündigt. Die 13 Folgen mit je 23 Minuten Laufzeit wurden vom 1. Oktober bis 24. Dezember 2022 von den Sendern Tokyo MX, GYT, GTV, BS11 und Kansai TV in Japan ausgestrahlt. Parallel fand die internationale Veröffentlichung per Streaming auf der Plattform Crunchyroll statt. Dafür wurde eine englische Synchronfassung produziert. Darüber hinaus wurden Untertitel auf Deutsch, Italienisch und Französisch zur Verfügung gestellt.

### Synchronisation
| Rolle                     | japanischer Sprecher (Seiyū) |
| ------------------------- | ---------------------------- |
| Ryū Jusetsu / Liu Shouxue | Saku Mizuno                  |
| Ka Kōshun / Xia Gaojun    | Masaaki Mizunaka             |
| Ishiha / Yisiha           | Mana Hirata                  |
| Jiujiu                    | Marika Kōno                  |
| Tan Kai / Dan Hai         | Nobuhiko Okamoto             |
| Un Kajō / Yun Huaniang    | Reina Ueda                   |
| On Kei / Wen Ying         | Nobunaga Shimazaki           |
| Xingxing                  | Riho Sugiyama                |
| Ei Sei / Wei Qing         | Taku Yashiro                 |

### Musik
Die Musik der Serie wurde komponiert von Asami Tachibana. Das Vorspannlied ist Mysterious von Queen Bee und der Abspann wurde unterlegt mit Natsu no Yuki (夏の雪) von Krage. In der 13. und letzten Folge wurden Abspann und Vorspann vertauscht.